# Kapelle Maria zur Mühlen (Kräwinklerbrücke)
Die Kapelle Maria zur Mühlen war eine katholische Kapelle in der ehemaligen Ortschaft Kräwinklerbrücke.
Sie wurde im Jahr 1945 von Wilhelm Sieper und seiner katholischen Ehefrau Lucie Sieper (geb. Brinkschulte) gestiftet. In den Nachkriegsjahren kamen viele katholische Flüchtlinge aus dem deutschen Osten nach Kräwinklerbrücke. Da es dort in der überwiegend evangelisch besiedelten Gegend kein katholisches Gotteshaus gab, wurde die ehemalige alte Mühle der katholischen Kirche gestiftet. Die Kapelle wurde 1951 auf den Grundmauern der ehemaligen Getreidemühle an der Mündung des Heider Baches in die Wupper errichtet.
Am 19. April 1979 wurde das Gebäude wieder abgerissen. Kurz zuvor entwendeten Diebe noch die Einrichtung der Kirche. Die Glocke wurde auf Veranlassung von Pfarrer Hans Günter Saul in die St. Andreas-Kirche nach Bergisch Born in Remscheid überführt. Der Grund für den Abriss war der Bau der Wuppertalsperre, die den Standort der Kapelle überflutete.